# Albert Clément
Albert Clément (ur. 7 lipca 1883 w Paryżu, zm. 17 maja 1907 w Saint-Martin-en-Campagne) – francuski kierowca wyścigowy.

## Kariera
Clément rozpoczął karierę w wyścigach samochodowych jeszcze w XIX wieku. W 1899 roku uplasował się na siódmej pozycji w wyścigu samochodowym Tour de France w samochodzie Panhard-Levassor. Dwa lata później był dwudziesty w wyścigu z Paryża do Madrytu. W 1904 roku ukończył na dziesiątej pozycji francuską eliminację Gordon Bennett Trophy, a także odniósł pierwsze zwycięstwo w swojej karierze w Circuit des Ardennes. W sezonie 1906 dojechał do mety Grand Prix Francji na trzecim miejscu, a w Circuit des Ardennes był szósty.

## Śmierć
Clément zginął w czasie treningu przed Grand Prix Francji 1907. Samochód wypadł z toru na trawnik, na którym wybił się w powietrze. Mechanik Clémenta wypadł z samochodu, jednak sam kierowca pozostał w pojeździe, który kilkakrotnie dachował, zanim zatrzymał się 25 metrów dalej. Kierowca został przewieziony do szpitala Saint-Martin-en-Campagne, w którym zmarł.